# Пеньяльвер, Эусебио
Эусебио Пеньяльвер Масорра (исп. Eusebio Peñalver Mazorra; 1 июля 1936, Сьего-де-Авила — 12 мая 2006, Майами) — кубинский революционер и повстанец, участник свержения режима Фульхенсио Батисты и партизанского движения против режима Фиделя Кастро. Командир антикоммунистического повстанческого отряда. Отбыл 28 лет тюремного заключения, по продолжительности срока сравнивается с Нельсоном Манделой. Эмигрировал в США, возглавлял организации бывших кубинских политзаключённых. 

## В революции
Родился в семье малоимущих афрокубинцев. Был старшим из шести детей. Сильно нуждался, ради заработка оставил среднюю школу. Впоследствии сумел получить специальность бухгалтера в коммерческом училище Камагуэя.
Эусебио Пеньяльвер придерживался демократических убеждений и протестовал против расовой дискриминации, характерной для режима Фульхенсио Батисты. В 1956 он создал антиправительственную подпольную организацию и примкнул к Кубинской революции. Участвовал в партизанском движении против Батисты, имел звание лейтенанта в колонне Че Гевары.

## В восстании
Демократические и антикоммунистические взгляды Эусебио Пеньяльвера уже в 1959 привели его к конфликту с режимом Фиделя Кастро. Пеньяльвер обвинил Кастро в обмане народа и решил продолжать борьбу за конституционную демократию против новой диктатуры. В конце года он присоединился к Восстанию Эскамбрай Своё решение мотивировал отказом «продать душу дьяволу на Земле — Кастро и коммунизму».
Это был крайне редкий случай, когда в оппозиции Кастро оказался чернокожий кубинец. Почти все они поддержали новый режим, провозгласивший отмену прежней дискриминации. Участие афрокубинцев в антикастровском повстанческом движении исчислялось единицами. Очевидцы искренне удивлялись, видя негра среди пленных повстанцев.
Эусебио Пеньяльвер воевал в партизанском отряде Синесио Уолша Риоса. Был заместителем командира, после его пленения возглавил отряд. Лично участвовал в боях с правительственными войсками и ополчением-milicias. Из видов оружия Пеньяльвер предпочитал пистолет-пулемёт Томпсона, с которым запечатлён на известной фотографии.
Люди, знавшие Эусебио Пеньяльвера, отмечали, что он вёл войну только с вооружёнными силами противника и не практиковал насилия против гражданских лиц, даже коммунистических активистов. Можно заметить, что такого рода обвинений (характерных для ряда других повстанческих командиров) против Пеньяльвера не выдвигалось и властями. Его сторонники объясняли это такими чертами характера, как «рыцарственность, добродушие и чувство юмора».

## В заключении
5 октября 1960 Эусебио Пеньяльвер попал в плен. Суд приговорил его к 30 годам заключения (существует предположение, что расстрела он избежал из-за расовой принадлежности — власти посчитали пропагандистски вредной казнь чернокожего). Отбывал срок в различных тюрьмах — на острове Пинос, в Ла-Кабанья, в Бониато. Десять лет провёл в закрытом карцере на 110 человек. Впоследствии Пеньяльвер рассказывал о крайне тяжёлых условиях, издевательствах над заключёнными, принудительном труде, физических и моральных пытках. 
Эусебио Пеньяльвер относился к категории заключённых-plantados — нарушителей режима, бойкотирующих идеологическую обработку, саботирующих принудительные работы и подвергающихся самому суровому обращению. На примере судьбы Пеньяльвера кубинские оппозиционеры отмечали репрессивный характер режима Кастро и сохранение пережитков расизма в его политике.
В тюрьмах Эусебио Пеньяльвер отбыл 28 лет (некоторое сокращение срока объясняется не амнистией, а порядком содержания в некоторых кубинских тюрьмах, где 9 месяцев считаются за 12). Его срок превысил заключение Нельсона Манделы и считается самым длительным среди представителей негритянской расы.

## В эмиграции
Освободившись в 1988 году, Эусебио Пеньяльвер уехал в США и обосновался в Майами. Активно участвовал в организациях кубинских политэмигрантов. Создал и возглавил группу Plantados за приход свободы и демократии на Кубу, в которой могли состоять только политзаключённые, отбывшие в тюрьмах не менее 20 лет. Был президентом Всемирной федерации бывших кубинских политзаключённых.
Эусебио Пеньяльвер резко выступал против режима Фиделя Кастро, призывал «покончить с тираном». Обвинял Кастро в террористической диктатуре и разрушении страны, сравнивал с Гитлером, Муссолини, Сталиным, Мао Цзэдуном, Иди Амином, Пол Потом. Со своей стороны, Кастро в 1999 обвинял Пеньяльвера в планировании покушения на президента Венесуэлы Уго Чавеса.

## В оценках
Скончался Эусебио Пеньяльвер в возрасте 69 лет (в сообщениях СМИ назывался возраст 71 год). Президент США Джордж Буш-младший назвал покойного «кубинским патриотом и примером мужественного сопротивления тирании».
Некоторые комментаторы сравнивали Эусебио Пеньяльвера с Нельсоном Манделой и противопоставляли ему. Они констатировали, что Пеньяльвер так же сражался за свои убеждения, подвергался не менее жестоким репрессиям, находился в заключении дольше, но «не имеет левого идеологического удостоверения» и поэтому гораздо менее известен в мире. При этом сам Пеньяльвер называл Манделу «героем своего народа, символом сопротивления и образцом достоинства». Однако он категорически не соглашался с позитивным отношением Манделы к Кастро. Сложившееся представление о Манделе как о самом длительном политзаключённом объяснял потребностями пропаганды определённой доктрины и не считал самого Манделу ответственным за это.